# Federico Tesio
Federico Tesio (Torino, 17 gennaio 1869 – Milano, 1º maggio 1954) è stato un allevatore e politico italiano. Ancora oggi è considerato uno dei più importanti allevatori di cavalli purosangue inglese nella storia dell'ippica italiana e internazionale, al punto tale da essere riconosciuto come il "Leonardo da Vinci dell'ippica" o "Il mago di Dormello".
(Lord Rosebery)

## Biografia

### L'infanzia e la giovinezza
Federico Tesio nacque a Torino da una famiglia agiata ma ben presto, a soli sei anni, rimase orfano di entrambi i genitori. Crebbe, a partire dal 1880, presso i Barnabiti del Regio Collegio Carlo Alberto di Moncalieri, dove venne educato sia alla cultura umanista sia a quella scientifica, appassionandosi anche all'arte. La presenza nell'istituto di padre Francesco Denza come docente di materie scientifiche, influenzò il pensiero di Federico Tesio che, in quegli anni, si avvicinò alla teoria evoluzionistica di Charles Darwin.  Laureato in scienze sociali a Firenze, il giovane Tesio acquisisce la potestà di gestire l'ingente patrimonio ereditato e pertanto, seguendo l'esempio di Charles Darwin, decise di viaggiare: Patagonia (1891–1892), Cina (1895), India e America del Nord.
Appassionato di ippica e cavaliere in corse al galoppo ostacoli e piano, il 29 gennaio 1898 Tesio si sposò con Lydia Fiori di Serramezzana, di nobili origini.

### Gli studi e le intuizioni di Tesio
Federico Tesio ha sempre cercato nella letteratura scientifica la "formula segreta" per far nascere cavalli campioni. Dall'incontro casuale del 1906 con un professore di Oxford, che leggeva un testo sulle teorie di Mendel, Tesio capì l'importanza della trasmissione dei caratteri genetici nella riproduzione. In seguito, grazie alle ricerche sui pedigree dei vincitori dei Derby e delle vincitrici delle Oaks, Federico Tesio intuì che l'abilità di correre non fosse conservata nella linea femminile; da ciò derivò l'abitudine a rinnovare continuamente le famiglie nella sua scuderia.

### La Scuderia Tesio di Dormelletto
Entrambi metodici, indagatori e "cavallari", i coniugi Tesio progettarono subito un allevamento modello, scoprendo nella località di Dormello a Dormelletto una tenuta dal terreno morbido e umido, al punto giusto. Nel 1898, infatti, con l'aiuto economico della moglie Lydia Fiori - Marchesa di Serramezzana, anch'ella appassionata di cavalli - nasce la Scuderia "Federico Tesio" di Dormelletto (Novara) su un terreno di 19 acri (circa 7,7 ettari) sulle rive piemontesi del lago Maggiore in un'area - quella di Dormello - che, poi, è diventata la Riserva Naturale speciale dei Canneti di Dormelletto. Tale luogo, insieme a Villa Tesio diventerà la storica sede dell'ultimo allevamento di purosangue inglese della razza "Dormello-Olgiata" alla quale appartennero cavalli celebri come Nearco, Bellini, Donatello II e il celeberrimo Ribot. Sopra un muro esterno di Villa Tesio verrà dipinta la celebre croce di sant'Andrea la stessa che, nel tempo, diventerà uno dei simboli della riscossa italiana nel mondo sul dorso dei fantini.
Negli anni 1930 il complesso delle scuderie riconducibili a Villa Tesio, le più grandi d'Italia, comprendeva diverse cascine sul territorio comunale che - nel tempo - erano state rilevate dallo stesso Tesio: quelle della "Surga", del "Montaccio", della "Rotta", della "Moretta", della "Cucchetta", della "Torbera", della "Motta".
Nel 1932, per una somma pari a 4 milioni di lire, il marchese Mario Incisa della Rocchetta acquistò il 50 per cento dell'azienda di Tesio che, da allora, prese il nome di "Tesio–Incisa" e diede nuovo impulso all'importazione di fattrici dall'estero.

### Piazzamenti, vittorie e successi
Sebbene la maggior parte del credito per i successi della loro attività venga attribuita a Federico Tesio, è da precisare che anche la moglie - autentica intenditrice - vi giocò un ruolo molto importante, ad esempio compilando personalmente fino al 1942 il registro genealogico delle fattrici dell'allevamento il cosiddetto "Libro Rosso di Dormello".
Nel corso degli anni la scuderia di Dormelletto crebbe e, grazie agli esperimenti di Tesio, riuscì a ottenere cavalli che singolarmente o per discendenza cominciarono a raccogliere vittorie e piazzamenti importanti. Una delle caratteristiche più importanti di Federico Tesio fu che non fosse solo proprietario ma anche allevatore che allenava la maggior parte dei propri cavalli. Riuscì così a ottenere cavalli che si imposero sugli altri allevamenti italiani e stranieri: Apelle, Angelica Kauffmann, Cavaliere d'Arpino, Donatello secondo, Nearco, Romanella, Tenerani, solo per citarne alcuni, per arrivare a Ribot mai visto in gara da Tesio per la sua morte avvenuta il 1º maggio 1954.

#### La nomina a senatore
Il 9 agosto 1939 Federico Tesio venne nominato senatore del Regno d'Italia e vi restò in carica fino al 7 agosto 1944, data in cui venne deferito dall'Alta corte di giustizia per le sanzioni contro il fascismo. In questi anni Tesio diventò membro della Commissione dell'agricoltura (23 gennaio 1940-5 agosto 1943) e, nel 1942, ebbe l'occasione di collaborare con Paolo Orsi Mangelli, anch'egli allevatore di cavalli, per la stesura della cosiddetta "Legge Mangelli" (24 marzo 1942) che riservava all'UNIRE numerosi compiti, tra i quali «la facoltà di esercitare totalizzatori e scommesse al libro per le corse dei cavalli».

### La morte e il ricordo

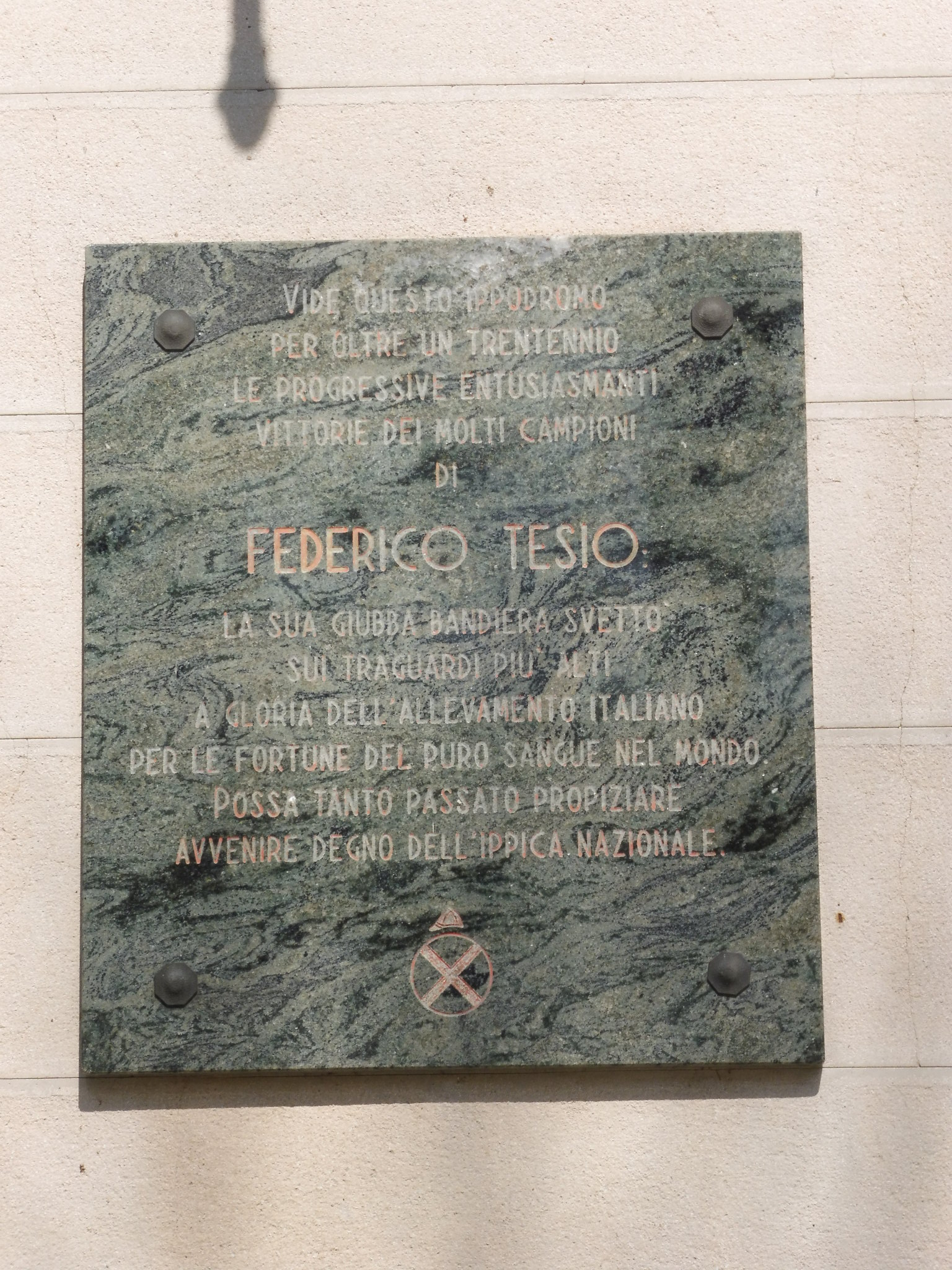
Milano, San Siro, memoria di Federico Tesio

Negli ultimi anni della sua vita Federico Tesio era diventato quasi cieco; morì il 1º maggio 1954 all'età di 85 anni, quattordici giorni prima della vittoria di Botticelli nel Derby e quasi due mesi prima dell'esordio di Ribot (avvenuto a San Siro il 4 luglio dello stesso anno). Nella sua carriera Tesio allevò ben 22 vincitori del Derby italiano di galoppo e fu anche padrone di 16 di loro. Quando nel 1954 Federico Tesio morì, sua moglie Lydia Fiori divenne la «signora dell'ippica».
Oggi numerose corse ippiche, piazze o vie cittadine prendono nome da lui o dalla moglie. Fra le più importanti corse è possibile ricordare i Federico Tesio Stakes a Baltimora (Maryland), il Premio Lydia Tesio che si corre alle Capannelle di Roma e il Premio Federico Tesio all'Ippodromo di San Siro di Milano. L'ippodromo del galoppo di Torino, oggi chiuso, era intitolato a Federico Tesio.